# Verfassung Osttimors von 1975
Die erste Verfassung von Osttimor (portugiesisch Constituição da República de Democrática de Timor-Leste) wurde einen Tag nach der einseitigen Ausrufung der Unabhängigkeit am 29. November 1975 verkündet. Die Kolonialmacht erkannte die Unabhängigkeitserklärung nicht an.

## Historischer Hintergrund
Nach der Nelkenrevolution 1974 in Portugal sollte die Kolonie Portugiesisch-Timor auf die Unabhängigkeit vorbereitet werden. 1975 kam es aber zum Bürgerkrieg zwischen den beiden großen Parteien des Landes, aus dem die FRETILIN als Sieger hervorging. Da sich die portugiesische Administration zurückgezogen hatte und Indonesien begann das Grenzgebiet Osttimors zu besetzen, rief die FRETILIN am 28. November 1975 einseitig die Unabhängigkeit aus. Am nächsten Tag verlass der designierte Verteidigungsminister Rogério Lobato die Verfassung. Die 55 Artikel waren nur wenige Tage zuvor niedergeschrieben worden.
Doch am 7. Dezember begann Indonesien mit der offenen Invasion. Truppen landeten in der Hauptstadt Dili und die FRETILIN begann mit dem Guerillakrieg gegen die Besatzer. 1976 annektierte Indonesien Osttimor völkerrechtswidrig. Erst nach 24 Jahren Krieg wurde unter Aufsicht der Vereinten Nationen ein Referendum durchgeführt, in dem sich die Mehrheit der Bevölkerung gegen eine Autonomie innerhalb Indonesiens und für die Unabhängigkeit Osttimors aussprach. Nochmal kam es zu einer Gewaltwelle durch indonesische Sicherheitskräfte und pro-indonesische Milizen. Die internationale Eingreiftruppe INTERFET unter australischer Führung sorgte wieder für Ruhe und Ordnung und Osttimor kam unter UN-Verwaltung, bis es am 20. Mai 2002 in die Unabhängigkeit entlassen wurde.

## Die Verfassung
Laut der Verfassung hatte die „Demokratische Republik Timor-Leste“ ein semipräsidentielles Regierungssystem. Premierminister Nicolau dos Reis Lobato war laut Artikel 40 der Vorsitzende des Ministerrates, der die Regierung bildete. Staatspräsident Francisco Xavier do Amaral war nach Artikel 42 das Staatsoberhaupt und nach Artikel 4 Oberbefehlshaber der Streitkräfte, die aus der Forças Armadas de Libertação Nacional de Timor-Leste (FALINTIL) gebildet wurden. Der Präsident konnte den Premierminister und den Vorsitzenden des Obersten Gerichts und den Gouverneur der Bank Osttimors ernennen und entlassen (Artikel 42).
Artikel 14 garantierte Männern und Frauen die gleichen Rechte und Artikel 15 die Religionsfreiheit. Die Meinungsfreiheit, die Vereinigungsfreiheit und die Redefreiheit wurde mit Artikel 24 festgeschrieben. Den Bürgern wurde mit Artikel 23 das Recht an der Teilhabe am Prozess der demokratischen Konsolidation garantiert. Artikel 25 legte das aktive und passive Wahlrecht fest.
Artikel 2 verkündete das Ziel der Beseitigung der kolonialen Strukturen und die Schaffung einer neuen Gesellschaft, frei von jeglicher Vormachtstellung und Ausbeutung. Artikel 6 fokussierte die Entwicklungspolitik auf die Landwirtschaft und die Industrie. Nach Artikel 10 sollte einer Politik der Planwirtschaft gefolgt werden und Analphabetismus und Nichtwissen bekämpft werden (Artikel 12). Die Entwicklung eines Gesundheitssystems schrieb Artikel 13 vor. Der Staat wurde mit Artikel 16 zur Schaffung „freundlicher und kooperativer Beziehungen“ mit den „demokratischen und progressiven Weltmächten“ verpflichtet, die als „natürliche Verbündete“ angesehen wurden. Artikel 27 garantierte das Recht auf Arbeit, Bildung und Gesundheit.